# Hugo Hoffmann (Jurist)
Hugo Hoffmann (* 19. Januar 1838 in Klein Schmograu, Landkreis Wohlau; † 1893) war ein deutscher Jurist und Parlamentarier. 

## Leben
Hoffmann studierte Rechtswissenschaften an den Universitäten Breslau und Berlin. 1856 wurde er Mitglied des Corps Marchia Breslau. 1857 schloss er sich auch dem Corps Normannia Berlin an. Nach dem Studium wurde er 1869 Rechtsanwalt in Friedberg in der Neumark. 1871 wurde er zum Kreisgerichtsrat in Haynau ernannt. 1873 trat er aus dem Staatsdienst aus, revidierte aber diese Entscheidung und trat als Staatsanwalt in Liegnitz wieder in den Dienst der Justiz. Zuletzt war er Landgerichtspräsident in Braunsberg. 1877–1879 saß Hoffmann als Abgeordneter des Wahlkreises Liegnitz 5 (Haynau-Goldberg, Liegnitz) im Preußischen Abgeordnetenhaus. In den ersten beiden Sessionen der 13. Legislaturperiode gehörte er der Fraktion der Nationalliberalen Partei an. In der letzten der insgesamt drei Sessionen war er fraktionslos. Er war Besitzer von Gut Oberschützendorf in Liegnitz.